# De Eerste Prijs
De Eerste Prijs was een jaarlijkse Nederlandse prijs voor opvallend jong talent in de sector kleinkunst en amusement. De prijs bestond sinds 1978 en werd mogelijk gemaakt door SNS REAAL Fonds. Wegens de tabakswet werd de naam van de prijs gewijzigd. De oude naam was de Pall Mall Exportprijs, dit werd eerst de British American Tobacco Prijs. De latere naam werd vanaf 2006 gebruikt tot 2010, het laatste jaar dat de prijs werd uitgereikt.
De prijs had tot doel de ontwikkeling van jonge artiesten te bevorderen. De winnaar kreeg 15.000 euro en een replica van een beeld van Yvonne Kracht.

## Juryleden
De eerste jury bestond uit Wim Bary (voorzitter), Jasperina de Jong, Jip Golsteijn, Dick Kooiman, Hans van Willigenburg en Simone de Waard. 
Later bestond de jury  uit:
- Hans van Willigenburg
- Martine Bijl
- Merijn Henfling
- Koen van Dijk
- Simone de Waard

## Winnaars

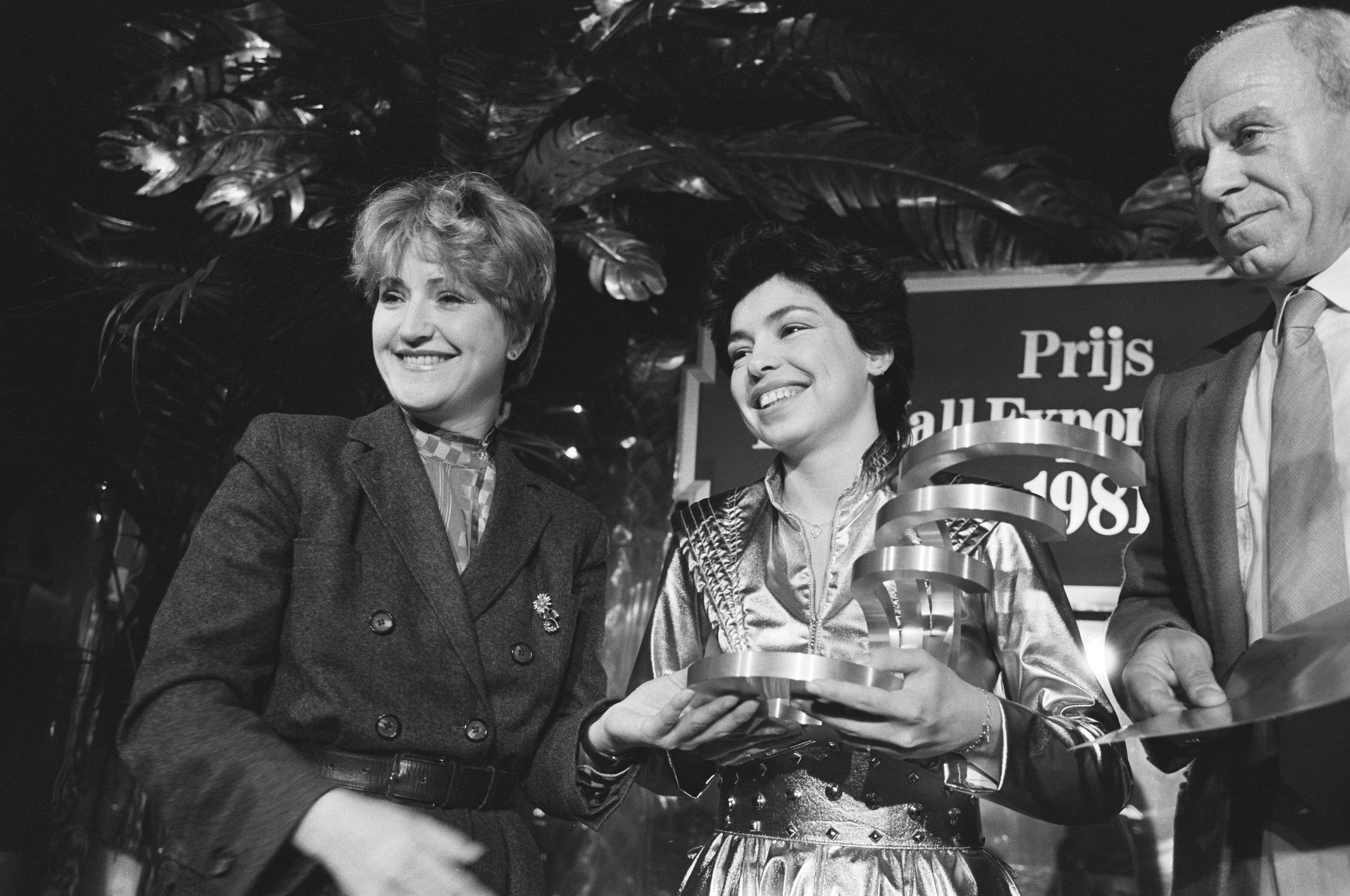
Jasperina de Jong reikt de prijs uit aan Annemarie Henselmans (1982)

- 1979: Heddy Lester en Frank Affolter
- 1980: Margriet Eshuijs
- 1981: Annemarie Henselmans
- 1982: Purper en Lori Spee
- 1983: Jan Mesdag
- 1984: Karin Bloemen
- 1985: Hans Liberg
- 1986: Marjolein Sligte
- 1987: Sytha Bolt en Tetske van Ossewaarde
- 1988: Montezuma's Revenge
- 1989: Alexandra van Marken
- 1990: Marjolijn Touw
- 1991: Vera Mann
- 1992: Job Schuring
- 1993: Stef Bos
- 1994: Lenette van Dongen
- 1995: Comedytrain
- 1996: Remko Vrijdag
- 1997: Trijntje Oosterhuis
- 1998: Thomas Acda
- 1999: Lottie Hellingman
- 2000: Marc-Marie Huijbregts
- 2001: Alex Klaasen & Martine Sandifort
- 2002: Maike Boerdam
- 2003: Ashton Brothers
- 2004: Wende Snijders
- 2006: Daniël Samkalden
- 2007: Wouter Hamel
- 2009: Roosbeef
- 2010: Caro Emerald